# 萩原淳平
萩原 淳平（はぎわら じゅんぺい、1920年4月4日 - 2000年12月17日）は、静岡県出身の東洋史学者。京都大学名誉教授、文学博士。
静岡県生まれ。1938年、静岡県立静岡中学校卒業。静岡高等学校 (旧制)を経て、1946年、京都帝国大学文学部史学科を卒業。大学院修了後、京都大学副手となったが郷里に戻り、1950年、静岡県立教員養成所教授、静岡大学教育学部講師となった。1955年、再び京都大学に戻り、1958年、京都大学文学部講師となり、『明代満蒙史料』（京都大学文学部刊）の編纂にあたった。1962年、助教授。1977年、『明代蒙古史研究』で京都大学文学博士。1978年、京都大学文学部教授。1984年、3月定年退官、名誉教授、4月、立正大学教授。1991年、同大学退職。島田虔次らと「アジア歴史研究入門」全6冊の編纂を行い、また後進の養成を行った。
2000年12月17日、腎不全のため死去。